# 座間基地
座間基地（英語：Camp Zama，日语：／，又稱紮馬營），是一座位於日本神奈川縣的美國陸軍基地，位於東京西南方40公里處，用地橫跨座間市、相模原市兩行政區。本基地是美國駐日陸軍指揮部所在地及美國陸軍第1軍在東亞的前方基地。日本陸上自衛隊在基地內設有座間駐屯地。

## 地理
座間基地的西側靠近相模川，週邊最近的2處美軍設施－相模補給總庫和相模原住宅區位於座間市隔壁的相模原市內。由於基地所在的座間由原本的鄉間逐漸納入日本首都圈外擴的高度都市化環境中，使得週邊交通日益擁擠。從東京及其週邊的美軍基地前往座間營區，車程依尖離峰時段可耗費1.5小時至3小時不等，因此大眾運輸系統對美軍人員而言成為最快速的交通方式。最近的鐵路車站是小田急小田原線的相武台前站，位於基地東側。

## 歷史
美軍座間基地的所在地，在太平洋戰爭之前是日本陸軍官校舊址，該地由昭和天皇（裕仁）命名為「相武台」，而天皇於1937年12月20日從町田車站前往官校參加畢業式時經過的51號縣道也因此稱為「行幸道路」。目前座間基地內唯一保存至今的戰前建物，在當時是用來舉辦官校畢業典禮的禮堂。日本投降後，隨著盟軍進駐而成為駐日美軍基地至今。1957年，聯合國軍司令部從東京移至漢城（今首爾）；同時，在座間成立了“聯合國軍後方司令部”，直到2007年遷至橫田飛行場。
根據2005年日本產經新聞報導，因應駐日美軍重編，座間基地設定為一處跨軍種聯合作戰指揮部，以應付朝鮮半島和台灣海峽之潛在情勢。2007年12月19日，座間基地升級為美軍在東亞的重要作戰中樞，而軍部設於華盛頓州路易斯堡的第1軍則已於座間基地增設前方司令部。
座間營區曾數次遭到恐怖攻擊，首次是2002年時一顆炸彈在營區外爆炸，2007年類似事件又再度發生一次。
2011年311震災及福島核災期間，座間基地的美軍人員投入了美國發起的「友達作戰」以協助救災，同時有300名美軍眷屬離開座間基地撤往日本國外的地點。
2013年3月，陸上自衛隊的中央即應集團從東京練馬的朝霞駐屯地移至座間駐屯地，以增強與座間基地內的美國駐日陸軍司令部、美第1軍前方司令部間的聯絡。

## 駐紮部隊
- 美國駐日陸軍司令部／第9戰區陸軍地區司令部（United States Army Japan/9th Theater Army Area Command）
  - 第1軍前方司令部（I Corps (Forward)）
  - 第78航空營「忍者部隊」（78th Aviation Battalion "Ninja"）[8]
  - 第78通信營（78th Signal Battalion）
  - 第500軍事情報旅（英语：500th Military Intelligence Brigade）
  - 第296陸軍軍樂團（296th Army Band）
  - 第17地區支援大隊（17th Area Support Group）
- 聯合國軍後方司令部（United Nations Command (Rear)）
- 美國陸軍工兵隊日本工兵區（Japan Engineer District, Army Corps of Engineers）

## 基地內設施
| - 教會 - 消防站 - 托兒所 - 醫院（美軍人員使用） - 診療所（日本雇員使用） - 圖書館 - 基地販賣部（PX） - 高爾夫球場 | - 美食街：安東尼披薩屋、漢堡王、SUBWAY、大力水手炸雞 - 西式自助餐店 - 理髮廳 - 美容院 - 日式食堂 - 體育場 矢野健身中心（Yano Fitness Center，紀念越戰戰死的日裔美軍士兵羅德尼·矢野） - 保齡球場 |

### 教育
- 公立學校（美國國防部附設學校）
  - 阿恩小學（Arnn Elementary School）
  - 座間中學（Zama Middle School）
  - 座間美國高中（Zama American High School，1959年設立）
- 大學：供座間基地的美國國防部職員及軍人眷屬就讀
  - 馬里蘭大學大學學院分校（英语：University of Maryland University College）（隸屬於馬里蘭大學系統）
  - 德克薩斯中央學院（英语：Central Texas College）（社區大學）
  - 鳳凰城大學